# Slag bij Saule
De Slag bij Saule (Duits: Schlacht von Schaulen; Lets: Saules kauja; Litouws: Saulės mūšis or Šiaulių mūšis) was een veldslag op 22 september 1236 tijdens de Lijflandse Kruistocht. De slag werd uitgevochten tussen de Orde van de Zwaardbroeders en het heidense volk van de Samogitiërs. De exacte locatie is onbekend, maar lag waarschijnlijk ergens tussen het huidige Vecsaule in Letland en Šiauliai (Saule) in Litouwen.

## Aanloop
In het jaar 1202 werd de Orde van de Zwaardbroeders opgericht in Riga om de heidense volkeren in het Balticum te bekeren. Omstreeks 1230 had de Orde onder de leiding van grootmeester Volkwin een slechte reputatie en waren de fondsen niet meer toereikend genoeg. In 1236 werd er een pauselijke bul uitgevaardigd waarin paus Gregorius IX opriep tot een kruistocht tegen de heidense volkeren in de Baltische regio. Volkwin maakte plannen om de kusten van de Baltische Zee en Samogitië te veroveren. In de herfst van dat jaar had Volkwin zijn leger bijeen en begon hij aan zijn campagne.

## Slag
De ridders, vergezeld van een groot aantal inheemse troepen, bereikten algauw Samogitië en begonnen daar met het brandschatten van de omgeving. Toen de ridders noordwaarts keerden kwamen ze een grote groep van Samogitiërs tegen die vastbesloten waren om hen tegen te houden. Door een verschil van meningen sloegen de kruisvaarders hun kamp op om de volgende dag pas in de aanval over te gaan. In de ochtend die er op volgde arriveerde het leger van Vykintas. De lichte Litouwse cavalerie was in het voordeel tegen de zwaar bepantserde ridders. Er ontstond een waar bloedbad in het kamp waarbij ook Volkwin omkwam. Een groot deel van het inheemse voetvolk deserteerde.

## Nasleep
Door het zware verlies van de Orde van Zwaardbroeders werd er besloten om het restant van de orde onder te brengen bij de Duitse Orde. Hieruit volgde de oprichting van de Lijflandse Orde, die de taak van de Zwaardbroeders overnam maar die onder het opperzag van de Duitse Orde zou staan.